# Diego Gallego
Pour les articles homonymes, voir Gallego.
Gallego  Arnáiz est un nom espagnol. Le premier nom de famille, en général paternel, est Gallego ; le second, en général maternel, souvent omis, est Arnáiz.
Diego Gallego Arnáiz (né le 9 juin 1982 à Burgos) est un coureur cycliste espagnol, devenu ensuite directeur sportif. Il a été membre en tant que coureur de 2006 à 2011 puis directeur sportif dans cette même équipe de 2012 à 2015.

## Palmarès et classements mondiaux

### Palmarès
- 2004
  - 4e étape du Tour de Salamanque
  - 3e du Tour de Salamanque
- 2005
  - 2e étape du Tour de La Corogne
  - 6e étape du Circuito Montañés
  - Bizkaiko Bira (es) :
    - Classement général
    - 1re et 5e étapes

  - 1reb étape du Tour de León (contre-la-montre par équipes)
  - Classement général du Tour de Palencia
  - 2e du Circuito Montañés
  - 2e du Tour de León
  - 3e du Tour de La Corogne
- 2007
  - 5e étape de la Cinturón a Mallorca
- 2008
  - 3e de la Clásica a los Puertos

### Classements mondiaux
| Année           | 2005 | 2006 | 2007 | 2008 | 2009  | 2010 |
| --------------- | ---- | ---- | ---- | ---- | ----- | ---- |
| UCI Europe Tour | 220e | 472e | 645e | 496e | 1201e | 957e |